# Ансі Аголі
Ансі Аголі (правильніше читання  А́нсі Аго́ли, алб. Ansi Agolli, * 11 жовтня 1982, Тирана) — албанський футболіст, півзахисник азербайджанського клубу «Карабах» (Агдам) та національної збірної Албанії. Також грає на позиції захисника.

## Клубна кар'єра
Вихованець футбольного клубу «Тирана». Професійні виступи розпочав 1999 року, граючи на правах оренди у складі клубу «Ельбасані». Протягом 2002—2003 перебував у оренді в іншому албанському клубі — «Аполонії», по завершенні терміну оренди закріпився в основному складі «Тирани».
Протягом 2005—2007 років грає у чемпіонаті Швейцарії, спочатку за «Ксамакс», а згодом за «Люцерн». 2007 року укладає контракт з фінським клубом «ВПС». Після одного сезону у Фінляндії повертається до Албанії, де на правах оренди виступає у рідній для себе «Тирані».
У травні 2009 року з'являється інформація про трансфер Аголі до «Тирани», однак вже на початку липня 2009 гравець представлений як новачок криворізького «Кривбаса». У матчах чемпіонату України дебютує 18 липня 2009 року у грі проти донецького «Шахтаря» (поразка 0:3). Протягом сезону 2009—10 провів 13 ігор у Прем'єр-лізі України. Наприкінці сезону перестав потрапляти до складу команди і в липні 2010 перейшов на умовах оренди до азербайджанського клубу «Карабах» (Агдам), а з 2011 року уклав повноцінний контракт з клубом.

## Виступи за збірну
З 2005 — гравець національної збірної Албанії. Дебютував у складі головної команди своєї країни 3 вересня 2005 року, вийшовши на заміну у перерві гри кваліфікаційного раунду Чемпіонату світу 2006 проти збірної Казахстану (перемога 2:1). 
Усього протягом 2005—2017 років зіграв у складі збірної 69 матчів, відзначився двома забитими голами. Учасник Євро-2016 у Франції, де був капітаном команди.

## Досягнення
- Чемпіон Албанії (3):

Тирана: 2003-04, 2004-05, 2008-09
- Володар Кубка Албанії (2):

Тирана: 2000-01, 2001-02
- Володар Суперкубка Албанії (3):

Тирана: 2000, 2002, 2003
- Чемпіон Азербайджану (4):

«Карабах»: 2013-14, 2014-15, 2015-16, 2016-17
- Володар Кубка Азербайджану (3):

«Карабах»: 2014-15, 2015-16, 2016-17

## Виноски
1. ↑  FBref
2. ↑  As — Madrid: PRISA, 1967. — ISSN 1888-6671
3. ↑  Офіційний звіт про матч Албанія—Казахстан [Архівовано 4 лютого 2009 у Wayback Machine.] на сайті ФІФА. (англ.)